# Pallas a kentaur
Pallas a kentaur (italsky Camilla e il centauro) je název obrazu namalovaného italským renesančním umělcem Sandro Botticellim.

## Interpretace ženské postavy
Jeden z obrazů, který se nacházel v předsíni ložnice Lorenza di Pierfrancesca de' Medici, byl obraz Camilla a Kentaur. Než byl objeven inventář z roku 1492, byla žena na obraze identifikována jako bohyně moudrosti Minerva nebo v některých zdrojích uváděna jako řecká bohyně Pallas Athéna, což může vysvětlovat, že ve starší literatuře, například v Pijoanových Dějinách umění 5, je dílo nazvané Pallas Athéna a Kentaur. Obraz byl ztracen přes 400 let, v roce 1895 ho našel William Spence v jedné z síní Paláce Pitti ve Florencii. Camilla byla "amazonská" hrdinka, kterou ve svém eposu Aeneas popsal římský básník Publius Vergilius Maro. V období renesančního quattrocenta ji znali díky knize O slavných ženách od Giovanniho Boccaccia, kde ji popisuje jako slušnou a cudnou ženu a dává ji za vzor budoucím nevěstám. Umělci ji často zobrazovali na svatebních truhlách, kde měly budoucí nevěsty schované své věno.

## Interpretace obrazu přes antickou mytologii
Na tomto obraze stojí Camilla vedle bájné postavy kentaura. Pojem kentaur původně pochází z řecké mytologie. Byl to mytický národ, který žil v Thessalii a v západní Arkádii. Tyto bytosti byly z poloviny koně a z poloviny lidé. Kentauři byly často charakterizováni jako bytosti, které vynikaly svou surovostí a nepřátelstvím k lidem. V našem případě můžeme kentaura považovat za symbol smyslnosti. Kentaur na obraze drží ve své pravé ruce luk a šípy na zavěšené kolem své hrudi a vypadá to tak, že se právě chystal na lov. Ale Camilla ho chytá za jeho hnědé vlasy, jako by mu v lovu chtěla zabránit. Obraz by se pak dal pochopit přes kontext Vergilia jako vítězství cudnosti nad smyslností. Jak jsme zmínili u obrazu PRIMAVERA, obraz obsahuje námět lásky, který popsal ve své teorii Ficino, pak můžeme říci, že oba obrazy mohly vzniknout jako svatební obrazy.
Při tvorbě tohoto obrazu šlo Botticellimu o vyváženou kompozici, kterou dosáhl zejména pomocí prudkých kontrastů vertikálních a horizontálních linií, tmavých a jasných tónů, dojmem lehkosti země, která se rýsuje za postavami v dálce a v hmotnosti skal za postavou kentaura. Interpretace této země jsou různé. Podle jedné z nich jde o Neapolský záliv, kde Kentaur hraje roli Říma a postava Camilly nebo Pallas Athény je symbolem Florencie. V případě bohyně Athény můžeme hovořit o vítězství moudrosti nad neznalostí.

## Politická interpretace
Obraz můžeme interpretovat také přes politické události, které se udály ve Florencii. Může tam být narážka na Lorenza velkolepého (někteří autoři uvádějí i jméno Magnificat), který byl bratrancem Lorenza di Pierfrancesca. Podařilo se mu nastolit mír po spiknutí Pazziovců, které bylo potlačeno v dubnu roku 1478. Celé spiknutí spočívalo na dlouhodobém sporu papeže Sixta IV. s florentskou republikou. Papež tehdy využil nepřátelství mezi rodinami Medicejských a Pazziovců, přičemž se bratr Lorenza di Pierfrancesca Guiliano stal obětí spiklenců.

## Ovídiovský Botticelli
Botticelli i v tomto díle využívá ovídiovské metamorfózy, které přetváří ve svém vlastním pojetí. Jeden druh metamorfózy spočívá v horizontálních prvcích skalního převisu. Tento převis nám evokuje náznaky architektury a Botticelli takto poukazuje na přeměnu skály na budovu, která má prvky renesanční architektury. Botticeli jako metamorfózu zobrazuje i postavu kentaura, protože je to moment přeměňování člověka na zvíře, jak bylo obvyklé v Ovidiových metamorfózách, kde bohové odměňovali nebo trestali lidí přeměnou na zvíře, popřípadě rostlinu. Camilla je ovinutá rostlinou, podle podobnosti s ostatními obrazy Sandra Botticelliho, jde o rostlinu myrty, která byla zasvěcena bohyni Venuši. Jelikož Camilla byla vzorem pro budoucí nevěsty, domníváme se, že jde o posvěcení Venuše.